# مقاطعة شامبيرس (ألاباما)
مقاطعة شامبيرس (بالإنجليزية: Chambers County, Alabama)‏ هي إحدى مقاطعات ولاية ألاباما في الولايات المتحدة. تأسست سنة 1832، بلغ عدد سكانها 34215 نسمة في عام 2010 حسب إحصاء مكتب تعداد الولايات المتحدة وتصل الكثافة السكانية فيها 22 نسمة/كم2.

## أعلام
- لو فيني
- بات غاريت

## وصلات خارجية
- www.chamberscounty.com